# Sunday Morning Coming Down
Sunday Morning Coming Down es un álbum del cantante country Johnny Cash lanzado en 1972. Pese a que el álbum no fue encontrado como grandes éxitos, se catalogó como tal. El álbum contiene canciones grabadas anteriormente de los álbumes que grabó en las prisiones o de álbumes en vivo, contiene las canciones más premiadas como "Folsom Prison Blues", "Orange Blossom Special", "Understand Your Man" y "Sunday Morning Coming Down".

El álbum fue remasterizado en 1999 sin agregarle ninguna canción solo se pasó al formato de CD.

## Canciones
1. Folsom Prison Blues - 2:47
(Cash)
2. Orange Blossom Special - 3:11
(Rouse)
3. It Ain't Me Baby - 3:05
(Dylan)
4. Big River - 2:23
(Cash)
5. I'm Gonna try To Be That Way - 3:26
(Cash)
6. Green, Green Grass of Home - 2:34
(Putman)
7. Understand Your Man - 2:47
(Cash)
8. If I Were A Carpenter - 3:03
(Hardin)
9. Long Black Veil - 3:09
(Dill y Wilkin)
10. Don't Think Twice, It's All Right - 3:00
(Dylan)
11. Sunday Morning Coming Down - 4:10
(Kristofferson)

## Posición en listas
Álbum - Billboard (América del Norte)
| Año  | Tabla           | Posición |
| ---- | --------------- | -------- |
| 1973 | Álbumes Country | 35       |